# Armageddon (2005)
Armageddon (2005) foi um evento pay-per-view promovido pela World Wrestling Entertainment, ocorreu no dia 18 de dezembro de 2005, no Dunkin' Donuts Center na cidade de Providence, Rhode Island. Esta foi a sexta edição da cronologia do Armageddon.

## Resultados
| #                              | Lutas                                                                                             | Estipulação                                                              | Tempo |
| ------------------------------ | ------------------------------------------------------------------------------------------------- | ------------------------------------------------------------------------ | ----- |
| Heat                           | Jamie Noble derrotou Funaki.                                                                      | Singles match                                                            | 03:30 |
| 1                              | John "Bradshaw" Layfield (com Jillian Hall) derrotou Matt Hardy.                                  | Singles match                                                            | 06:44 |
| 2                              | MNM (Joey Mercury e Johnny Nitro) (com Melina) derrotaram The Mexicools (Super Crazy e Psicosis). | Tag Team match                                                           | 08:55 |
| 3                              | Chris Benoit derrotou Booker T (com Sharmell).                                                    | Match 4 in a "Best of 7" series pelo vago WWE United States Championship | 20:09 |
| 4                              | Bobby Lashley derrotou William Regal e Paul Burchill.                                             | 2-on-1 Handicap match                                                    | 03:38 |
| 5                              | Kid Kash derrotou Juventud (c).                                                                   | Singles match pelo WWE Cruiserweight Championship                        | 09:25 |
| 6                              | Kane e The Big Show derrotaram Rey Mysterio e Batista.                                            | Tag Team match                                                           | 08:37 |
| 7                              | The Undertaker derrotou Randy Orton (com "Cowboy" Bob Orton).                                     | Hell in a Cell match. Se Undertaker perdesse, teria que se aposentar.    | 30:31 |
| (c) - Campeão(s) antes da luta |                                                                                                   |                                                                          |       |